# Draria
Draria (în arabă درارية) este o comună din provincia Alger, Algeria.
Populația comunei este de 44.141 locuitori (2008).